# 内乡县衙
内乡县衙，又称菊潭古治，位于河南省南阳市内乡县，是中国境内保存最完好的清代县级官署衙门，现存建筑群为清光绪年间营建，经历明、清、民国一直到文革时期均为内乡县治所，它是中國古代郡縣制县级衙门的历史标本，享有“龙头在北京，龙尾在内乡”、“北有故宫，南有县衙”、“一座内乡衙，半部官文化”、“中华大地绝无仅有的历史标本”的美誉。1984年獲中华人民共和国文化部批准为中国大陆唯一一家县衙博物馆，内乡县衙博物馆主要以复原陈列为主，以突出衙门文化特点的展览为辅，共分32个展室，展出面积3600平方米，并有模仿古代知县登堂审案的表演。1996年以来先后獲列为全国重点文物保护单位和中国国家4A级旅游景区。

## 历史
据《内乡县志》记载，内乡县衙始建于元大德八年（1304年），明洪武二年（1369年）知县史惟一重建。景泰二年（1451年）知县貊安重修，后毁于李自成之乱，清康熙年间再次重建，咸丰七年（1857年）又遭到捻军焚毁。现存县衙为光绪二十年（1894年）由当时的知县章炳焘在内忧外患的情况下筹得巨额资金主持重建，其中东西两侧的副线建筑多已无存，现余中轴线部分，共有117间房屋，占地6700平方米，建筑面积2700平方米。中华民国时期内乡县衙是内乡县的治所。中华人民共和国成立至1968年，内乡县政府在县衙内办公。1966年11月，西安交大的一批红卫兵串联到此，以破四旧为名，拆除了内乡县衙的标志性建筑——宣化坊，后于1993年恢复重建。
1968年，内乡县人民武装部进驻县衙，县衙得到了较好保护。之后在内乡县衙主管人余飞的努力下，内乡县衙于1984年2月成功升级为内乡县衙博物馆。

## 建筑风格
它在整体布局上严格按照清代地方官署规制，表现了“坐北朝南、左文右武、前朝后寝、狱房居南”的传统礼制思想。同时，内乡县衙因受到主持县衙营建者浙江绍兴籍正五品县令章炳焘的影响，整个建筑群融长江南北风格于一体，规模宏大，布局严谨，深邃森严，变幻无穷。从县衙的五门，即宣化坊、大门、仪门、屏门、内宅门隐约暗示古代天子的五门。县衙的前衙后邸的建筑格局充分体现了古代的前朝后寝制度，县衙的大堂、二堂、三堂为中轴线上体量不同的三大主体建筑，是知县举行重大政务活动、预审案件和办公起居的场所，均面阔五间，单檐硬山建筑，前檐为飞椽。

坐北朝南的监狱位于内乡县衙的西南部，占地南北130丈，东西70丈。现存各类房舍二十余间，是一个独立的小院，分为内监、外监、女监，四周高墙环绕，狱内有狱神庙，庙中供奉着狱神皋陶的塑像。

## 文物
县衙内遗留有一批珍贵文物。有六百多年历史的县官审案时用的三尺法案、原告被告跪石、清咸丰皇帝降下的圣旨、宣讲圣谕广训的招牌、关押重犯的脚镣，以及县官们使用过的生活用品。还有光绪皇帝和慈禧太后的彩色画像，这两幅画像长均为18英寸，色彩绚丽夺目，边框完好无损，其中的慈禧画像，画面与北京颐和园收藏的慈禧大画像基本一样。目前，内乡县衙内有包括新石器、青铜器、陶器、瓷、玉、金、银等在内的文物共405件。

## 县衙楹联
楹联是内乡县衙的一大特色，一座内乡衙，半部官文化，内乡县衙深邃悠远、回味深长的官署文化，突出体现在衙内的楹联上。县衙内主要建筑物的门前都有一幅楹联。这些楹联对仗工整，笔法遒劲，大多数是为官从政、为人处事的自勉警世之言，含义深远，发人深省。1999年5月25日，时任中共中央总书记、国家主席江泽民途经河南南阳，南阳市委书记孙兰卿、市长王菊梅在火车上向江泽民汇报工作，并引用了内乡县衙的楹联“吃百姓之饭，穿百姓之衣，莫道百姓可欺”，江泽民听后，非常感兴趣要求中共中央办公厅查清此联出自何时何地何人之手。经查，此联是清康熙十九年（1680年），由内乡知县高以永所撰。
|  | 吃百姓之饭，穿百姓之衣，莫道百姓可欺，自己也是百姓， 得一官不荣，失一官不辱，勿说一官无用，地方全靠一官。 |

|  | 为政不在言多，须息息从省身克己而出， 当官务持大体，思事事皆民生国计所关。 |

|  | 不求当官称能吏， 愿共斯民做好人。 |

|  | 一丝一粟我出名节， 一厘一毫民之脂膏。 |

|  | 期寸心无愧不鄙斯民， 与百姓有缘才来此地。 |

|  | 欺人如欺天，毋自欺也； 负民即负国，何忍负之。 |

|  | 忙里有余闲登山临水觞咏， 身外无长物布衣蔬食琴书。 |

|  | 别笑我竹骨泥身许个愿试试， 莫管你玉食锦衣烧柱香瞧瞧。 |

|  | 天理国法人情。 |

## 政要来访
- 1995年2月11日，时任国务院副总理李岚清来访，并嘱咐内乡要好好保护县衙。
- 1995年6月8日，时任中共中央政治局常委、国务院副总理朱镕基在河南省委书记李长春的陪同下访问内乡县衙。[9]
- 1996年10月31日，时任国务院秘书长罗干来访。
- 2004年秋，时任河南省委书记李克强考察内乡，访内乡县衙。
- 2009年4月18日，中共中央政治局常委、全国政协主席贾庆林来访，期许内乡开发利用好这一阵地。
- 2010年12月21日，原中共中央政治局常委、中纪委书记吴官正，在省委书记卢展工陪同下视察了内乡县衙.

## 图库
- 大门
- 正门
- 正堂
- 模仿审案
- 走廊
- 监狱